# Дурини, Анджело Мария
Анджело Мария Дурини (итал. Angelo Maria Durini; 24 марта 1725, Милан, Миланское герцогство — 28 апреля 1796, Комо, Миланское герцогство) — итальянский куриальный кардинал, папский дипломат и доктор обоих прав. Титулярный архиепископ Анкиры с 22 декабря 1766 по 20 мая 1776. Апостольский нунций в Польше с 16 января 1767 по 22 января 1774. Кардинал-священник с 20 мая 1776.
Племянник кардинала Карло Франческо Дурини, принадлежал к знатному миланскому роду Дурини, глава которого носил титул графа Монцы. На северном берегу озера Комо выстроил для себя виллу Балбьянелло, где и умер.